# Ali Kelmendi
Ali Kelmendi pseud. „Çuni” (ur. 3 listopada 1900 w Peji, zm. 11 lutego 1939 w Paryżu) – albański komunista, pochodzący z Kosowa.

## Życiorys
Pochodził z rodziny chłopskiej, był synem Sulejmana Kelmendiego. W okresie I wojny światowej przebywał w Wiedniu. Zainspirowany wydarzeniami rewolucji październikowej w Rosji związał się z ruchem komunistycznym w Królestwie SHS. W latach 20. prześladowania komunistów w Jugosławii skłoniły go do wyjazdu do Albanii. W Albanii związał się z radykalną organizacją młodzieżową Bashkimi (Jedność), kierowaną przez Avni Rustemiego. Zatrudniał się do pracy fizycznej w różnych miastach, starając się nawiązać kontakty z robotnikami.
Uczestniczył w zamachu stanu, przeprowadzonym w czerwcu 1924 przez zwolenników Fana Nolego. Po upadku rządu Fana Nolego w grudniu 1924 opuścił kraj udając się do Brindisi. Tam też przystąpił do organizacji KONARE (Komitet Narodowo-Rewolucyjny), skupiającej przeciwników Ahmeda Zogu. Wyjazd do Kosowa, gdzie miał prowadzić agitację polityczną zakończył się niepowodzeniem, a Kelmendi zagrożony aresztowaniem przez władze jugosłowiańskie dotarł do Wiednia, gdzie mieściło się kierownictwo KONARE. 8 października 1925 znalazł się w grupie czternastu młodych Albańczyków, którzy wyjechali do Związku Sowieckiego, gdzie mieli kształcić się w szkołach prowadzonych przez Komintern. Kelmendi przebywał w ZSRR do 1930 kształcąc się w Akademii Politycznej im. F. Dzierżyńskiego w Leningradzie, a następnie pracował jako urzędnik celny w Odessie.
W lipcu 1930 powrócił do Albanii, gdzie miał zająć się organizowaniem kółek komunistycznych.  Aresztowany przez żandarmerię otrzymał zakaz opuszczania Korczy, w której zamieszkał. W styczniu 1932 opuścił Albanię i pojechał do Berlina, gdzie spotkał się z Georgi Dimitrowem omawiając możliwości utworzenia w Albanii partii komunistycznej. Kiedy powrócił po raz kolejny do Albanii został aresztowany przez żandarmerię. Oskarżony o prowadzenie działalności antypaństwowej został w lipcu 1932 internowany w Gjirokastrze. We wrześniu 1936 został deportowany z Albanii do włoskiego Bari, skąd wyjechał do Turynu. W czasie wojny domowej w Hiszpanii został skierowany wspólnie z Koço Tashko do Paryża, gdzie miał zajmować się rekrutacją Albańczyków do walki po stronie republikańskiej Hiszpanii. Pod pseudonimem Çuni pisał artykuły do francuskiej prasy lewicowej.
W Paryżu zaraził się gruźlicą. W szpitalu paryskim przeszedł operację żołądka, po której zmarł. 24 grudnia 1947 jego doczesne szczątki spoczęły na cmentarzu w Korczy.

## Pamięć
Pierwszą biografię Kelmendiego napisał w roku 1960 Sotir Manushi. W 1970 ukazała się w Prisztinie biografia Ali Kelmendiego, pióra Krsty Aleksicia. W 1981 Marianthi Xhako zrealizowała krótkometrażowy film dokumentalny pt.Ali Kelmendi. Imię Kelmendiego noszą ulice w Tiranie, Prisztinie, Szkodrze, Paskuqanie, Klinie i w Kuçovë, a także przedsiębiorstwo przetwórstwa żywności w Tiranie. W Korczy postawiono popiersie Kelmendiego.